# Квадратичный вычет
Целое число {\displaystyle a} называется квадратичным вычетом по модулю {\displaystyle m}, если разрешимо сравнение:
{\displaystyle x^{2}\equiv a{\pmod {m}}.}
Если указанное сравнение не разрешимо, то число {\displaystyle a} называется квадратичным невычетом по модулю {\displaystyle m}.  Решение приведенного выше сравнения означает извлечение квадратного корня в кольце классов вычетов.
Квадратичные вычеты широко применяются в теории чисел, они также нашли практические применения в акустике, криптографии, теории графов (см. Граф Пэли) и в других областях деятельности.
Понятие квадратичного вычета может также рассматриваться для произвольного кольца или поля. Например, квадратичные вычеты в конечных полях.

## Различия в терминологии
Математическая энциклопедия и ряд других источников определяют квадратичный вычет как число {\displaystyle a}, для которого существует решение сравнения {\displaystyle x^{2}\equiv a{\pmod {m}}}. В других источниках (например, Г. Хассе. Лекции по теории чисел, 1953) указано дополнительное требование, что число {\displaystyle a} взаимно просто с {\displaystyle m}. Часть источников вообще рассматривает только случай нечётного простого модуля. В обоих последних случаях ноль исключается из рассмотрения.

## Примеры
Числа {\displaystyle a=0} и {\displaystyle a=1} являются квадратичными вычетами по любому модулю, так как сравнения {\displaystyle x^{2}\equiv 0{\pmod {m}}} и {\displaystyle x^{2}\equiv 1{\pmod {m}}} всегда имеют решения {\displaystyle x=0} и {\displaystyle x=1} соответственно.
Следствие: поскольку для модуля {\displaystyle m=2} существуют только два класса вычетов {\displaystyle [0]_{2}} и {\displaystyle [1]_{2},} любое число по модулю 2 является квадратичным вычетом.
По модулю 3 существуют три класса вычетов: {\displaystyle [0]_{3},[1]_{3},[2]_{3}.} Их квадраты попадают в классы вычетов {\displaystyle [0]_{3},[1]_{3},[1]_{3}} соответственно. Отсюда видно, что числа из классов {\displaystyle [0]_{3}} и  {\displaystyle [1]_{3}} являются квадратичными вычетами, а числа из класса {\displaystyle [2]_{3}} (например, {\displaystyle 2,5,8,-1,-4\dots }) — квадратичные невычеты по модулю 3.
Теория квадратичных вычетов широко применяется, в частности, для исследования возможных целочисленных значений квадратичных форм. Рассмотрим, например, уравнение:
{\displaystyle x^{2}-5y^{2}=3}
Из него следует, что {\displaystyle x^{2}\equiv 3{\pmod {5}}.} Однако квадраты чисел {\displaystyle 0,1,2,3,4} дают по модулю 5 только вычеты {\displaystyle 0,1,4;} то есть 3 является квадратичным невычетом по модулю 5. Отсюда следует, что приведенное уравнение не имеет решений в целых числах.
Общее квадратное сравнение вида {\displaystyle ax^{2}\equiv b{\pmod {m}},} где числа {\displaystyle a,b} взаимно просты и не являются делителями модуля {\displaystyle m,} может быть исследовано следующим образом: находится решение {\displaystyle a^{-1}} сравнения {\displaystyle ax\equiv 1{\pmod {m}},} затем исходное квадратное сравнение умножается на {\displaystyle a^{-1},} получая сравнение вида: {\displaystyle x^{2}\equiv a^{-1}b{\pmod {m}}.} Осталось определить, является ли {\displaystyle a^{-1}b} квадратичным вычетом по модулю {\displaystyle m}.

## Свойства
- Критерий Эйлера: Пусть {\displaystyle p>2} простое. Число a, взаимно простое с {\displaystyle p}, является квадратичным вычетом по модулю {\displaystyle p} тогда и только тогда, когда[1]:
{\displaystyle a^{\frac {p-1}{2}}\equiv 1{\pmod {p}},}

и является квадратичным невычетом по модулю p тогда и только тогда, когда
{\displaystyle a^{\frac {p-1}{2}}\equiv -1{\pmod {p}}.}
- Квадратичный закон взаимности
- Квадратичные вычеты, взаимно простые с модулем, образуют мультипликативную подгруппу кольца вычетов индекса 2, в частности:
  - вычет × вычет = вычет;
  - невычет × вычет = невычет.
  - невычет × невычет = вычет.

## Количество

### По простому модулю
Среди ненулевых чисел {\displaystyle 1,2,...,p-1}, для простого модуля {\displaystyle p\geq 3} существует ровно {\displaystyle {\frac {p-1}{2}}} квадратичных вычетов и {\displaystyle {\frac {p-1}{2}}} невычетов.
Так как {\displaystyle x^{2}\equiv (p-x)^{2}{\pmod {p}}}, то достаточно показать, что среди чисел {\displaystyle 0^{2},1^{2},2^{2},\dots ,\left({\frac {p-1}{2}}\right)^{2}} нет сравнимых по модулю {\displaystyle p}.
Пусть такие числа есть и {\displaystyle x^{2}\equiv y^{2}{\pmod {p}}} при {\displaystyle x\not =y} и {\displaystyle 0\leq x,y\leq {\frac {p-1}{2}}}.
Так как {\displaystyle p\mid (x^{2}-y^{2})}, то {\displaystyle p\mid (x-y)(x+y)} и, ввиду того, что {\displaystyle p} - простое, и {\displaystyle 0<|x-y|<p}, имеем {\displaystyle p\mid (x+y)}, что невозможно потому, что {\displaystyle x+y\leq p-1}
Таким образом, ненулевые квадратичные вычеты образуют подгруппу индекса 2 в мультипликативной группе кольца {\displaystyle \mathbb {Z} _{p}}.

### По произвольному модулю
Вальтер Стангл в 1996 году представил формулу, позволяющую вычислить количество квадратичных вычетов по произвольному модулю {\displaystyle n}.
Пусть {\displaystyle n=2^{t}{p_{1}}^{d_{1}}{p_{2}}^{d_{2}}\dots {p_{k}}^{d_{k}}} — каноническое разложение числа {\displaystyle n}. Тогда для количества {\displaystyle s(n)} квадратичных вычетов по модулю {\displaystyle n} верна формула
{\displaystyle s(n)={\Biggl (}{\begin{cases}{2^{t-1}+4 \over 3},&{\text{if }}t{\text{ is even}}\\{2^{t-1}+5 \over 3},&{\text{if }}t{\text{ is odd}}\end{cases}}{\Biggr )}\prod \limits _{i=1}^{k}{\Biggl (}{\begin{cases}{{p_{i}}^{{d_{i}}+1}+{p_{i}}+2 \over 2({p_{i}}+1)},&{\text{if }}{d_{i}}{\text{ is even}}\\{{p_{i}}^{{d_{i}}+1}+2{p_{i}}+1 \over 2({p_{i}}+1)},&{\text{if }}{d_{i}}{\text{ is odd}}\end{cases}}{\Biggr )}}

## Распределение

### Количество в интервале
Пусть {\displaystyle p>3} — простое, {\displaystyle Q<p}. Обозначим через {\displaystyle {R_{p}}(Q)} количество квадратичных вычетов по модулю {\displaystyle p} среди чисел {\displaystyle 1,\dots ,Q}.
И. М. Виноградовым было доказано, что {\displaystyle {R_{p}}(Q)={\frac {Q}{2}}+\theta {\frac {{\sqrt {p}}\ln {p}}{2}}}, где {\displaystyle |\theta |<1}.
Из этого следует, что в произвольных интервалах достаточно большой длины (такой, что {\displaystyle {\sqrt {p}}\ln {p}=o(Q(p))}) будет иметь место асимптотическое равенство {\displaystyle {R_{p}}(Q)\sim {\frac {Q}{2}}}, то есть квадратичных вычетов и невычетов асимптотически будет поровну.

### Наименьший квадратичный невычет по данному модулю
Обозначим через {\displaystyle T(p)} минимальный положительный квадратичный невычет по простому модулю {\displaystyle p}.
Из неравенства {\displaystyle {R_{p}}(Q)\leq {\frac {Q}{2}}+{\frac {{\sqrt {p}}\ln {p}}{2}}} (см. раздел «количество в интервале»), напрямую следует, что {\displaystyle {R_{p}}(\left\lfloor {{\sqrt {p}}\ln {p}}\right\rfloor +1)\leq \left\lfloor {{\sqrt {p}}\ln {p}}\right\rfloor }, то есть {\displaystyle T(p)\leq {\sqrt {p}}\ln {p}+1}.
В результате более глубоких исследований Виноградов доказал, что {\displaystyle T(p)\leq p^{\frac {1}{2{\sqrt {e}}}}\left({\log {p}}\right)^{2}}.
Существует выдвинутая Виноградовым гипотеза о том, что {\displaystyle T(p)=o(p^{\varepsilon })\forall \varepsilon >0}.
Если гипотеза Римана верна, то {\displaystyle T(p)=O({\ln ^{2}}{p})}.